# نشانگان گرده‌افشانی

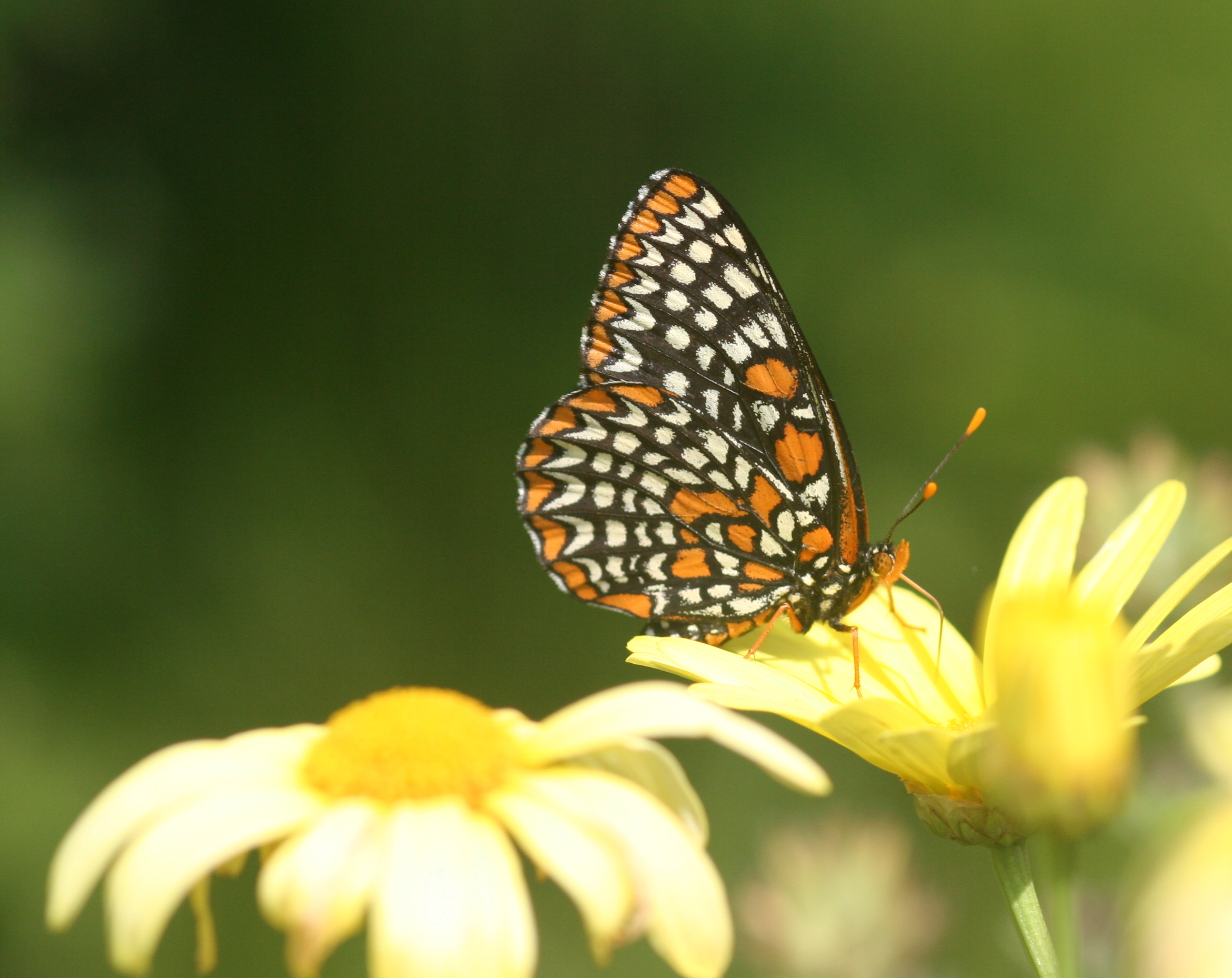
پروانه بالتیمور (Euphydryas phaeton) در حال شهدنوشی از گل مروارید (Argyranthemum)

نشانگان گرده‌افشانی (انگلیسی: Pollination syndrome)، مجموعه‌ای از صفات گل هستند که در پاسخ به انتخاب طبیعی تحمیل شده توسط ناقل‌های گرده مختلف که می‌توانند غیر زنده (باد و آب) یا زیستی باشند، مانند پرندگان، زنبورها، مگس‌ها و غیره از طریق فرآیندی به نام انتخاب با واسطه گرده‌افشان فرگشت (/Pollinator-mediated selection) یافته‌اند. این صفات شامل شکل، اندازه، رنگ، رایحه گل، نوع و مقدار پاداش، ترکیب شهد، زمان گلدهی و غیره است. برای نمونه، گل‌های قرمز لوله‌ای با شهد فراوان اغلب پرندگان را جذب می‌کنند. گل‌های بدبو مگس مردار یا سوسک و غیره را جذب می‌کنند.
نشانگان گرده‌افشانی "کلاسیک" اولین بار در قرن نوزدهم توسط گیاه‌شناس ایتالیایی فدریکو دلپینو (Federico Delpino) مورد مطالعه قرار گرفت. اگرچه آنها در درک فعل و انفعالات گیاه و گرده‌افشان (Pollination network) مفید هستند، اما گاهی گرده‌افشان گونه‌های گیاهی را نمی‌توان به‌طور دقیق تنها از روی نشانگان گرده‌افشانی پیش‌بینی کرد و باید در ایجاد فرضیات احتیاط کرد. طبیعت‌شناس چارلز داروین حدس زد که گل ارکیده داروین (Angraecum sesquipedale) توسط پروانه‌ای که در آن زمان کشف نشده بود با خرطوم گرده‌افشانی می‌شده که طول آن در آن زمان بی‌سابقه بود. پیش‌بینی او تا ۲۱ سال پس از مرگش تایید نشده بود، زمانی که پروانه کشف شد و حدس او ثابت شد. داستان گرده‌افشان فرضی آن به‌عنوان یکی از پیش‌بینی‌های مشهور نظریه فرگشت در نظر گرفته شده است.

## غیر زنده
اینها گرده‌افشان جانوری را جذب نمی‌کنند. با این وجود، آنها اغلب دارای مجموعه‌ای از ویژگی‌های مشترک هستند.

### گرده‌افشانی باد (anemophily)

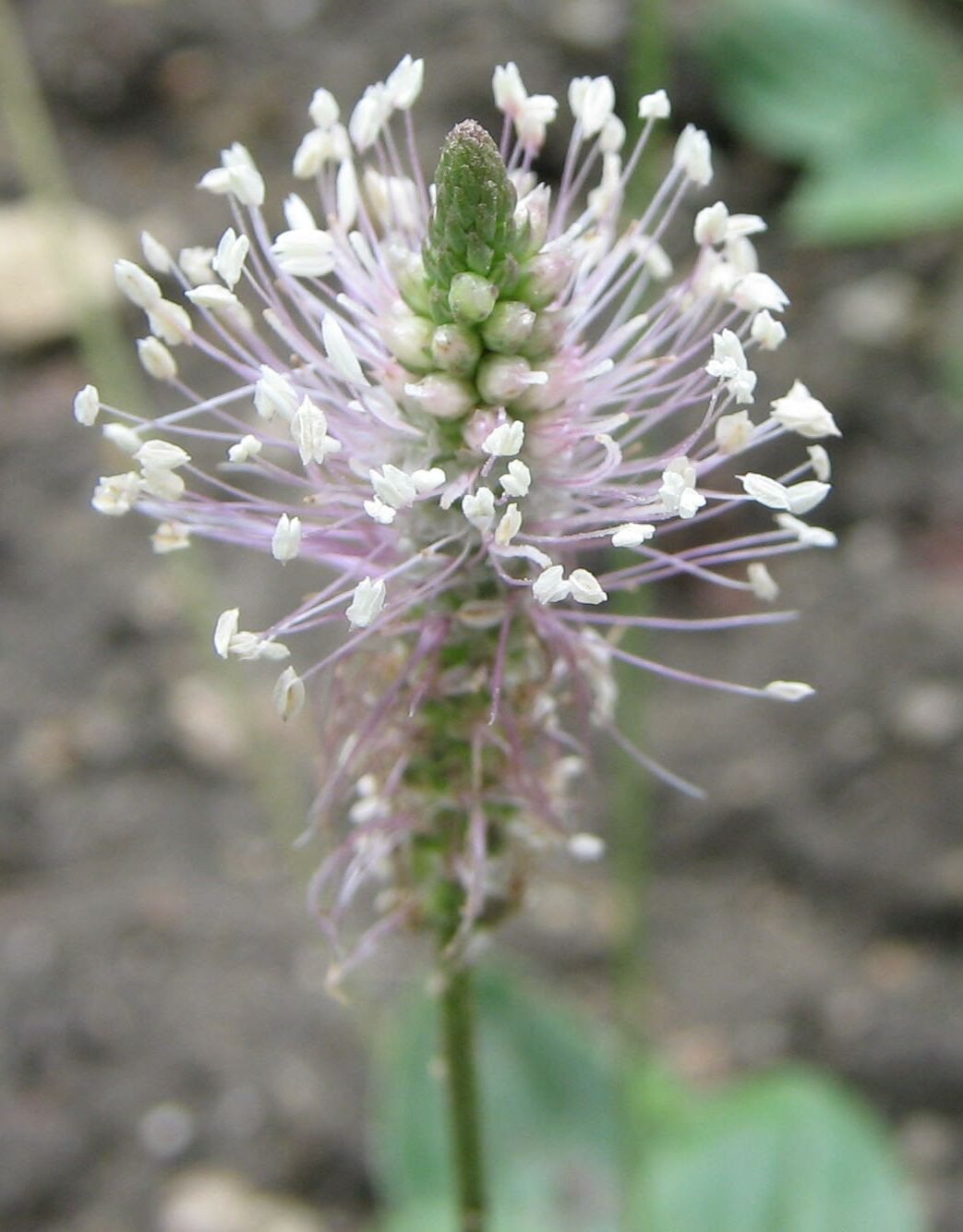
بارهنگ معطر، گرده‌افشانی شده توسط باد یا حشرات

گل‌ها ممکن است کوچک و نامحسوس باشند و همچنین سبز بوده و خودنمایی نکنند. آنها تعداد زیادی دانه گرده نسبتا کوچک تولید می‌کنند (از این رو گیاهان گرده‌افشانی شده با باد ممکن است آلرژن باشند، اما گیاهان گرده‌افشانی حیوانات به ندرت آلرژی‌زا هستند). کلاله آنها ممکن است بزرگ و پر مانند برای گرفتن دانه‌های گرده باشد. حشرات ممکن است برای جمع‌آوری گرده به آنها مراجعه کنند. در برخی موارد، اینها گرده‌افشان‌های بی‌اثر هستند و انتخاب طبیعی کمی روی گل‌ها اعمال می‌کنند، اما نمونه‌هایی از گل‌های آمبوفیل (ambophilous) نیز وجود دارد که هم گرده‌افشانی از باد و هم حشرات دارند. گل‌های بادگرده‌افشان یا گرده‌افشانی باد معمولاً کوچک و نامشخص هستند و بویی ندارند و شهد تولید نمی‌کنند. بساک‌ها ممکن است تعداد زیادی دانه گرده تولید کنند، در حالی که پرچم‌ها معمولاً بلند هستند و از گل بیرون زده‌اند.

### گرده‌افشانی آب (hydrophily)
گیاهان گرده‌افشانی آبزی هستند و گرده در آب رها می‌شود. بنابراین، جریان‌های آب به‌عنوان یک بردار گرده به روشی مشابه جریان‌های باد عمل می‌کنند. گل‌های آن‌ها کوچک و نامشخص با دانه‌های گرده فراوان و کلاله‌های بزرگ و پردار برای گرفتن گرده هستند. با این حال، این نسبتاً غیرمعمول است (تنها ۲٪ از گرده‌افشانی‌ها آبدوست است) و بیشتر گیاهان آبزی گرده‌افشانی شده توسط حشرات با گل‌هایی که در هوا ظاهر می‌شوند هستند. آب فنر یک مثال است.

## زنده

### گرده‌افشانی زنبور (melittophily)

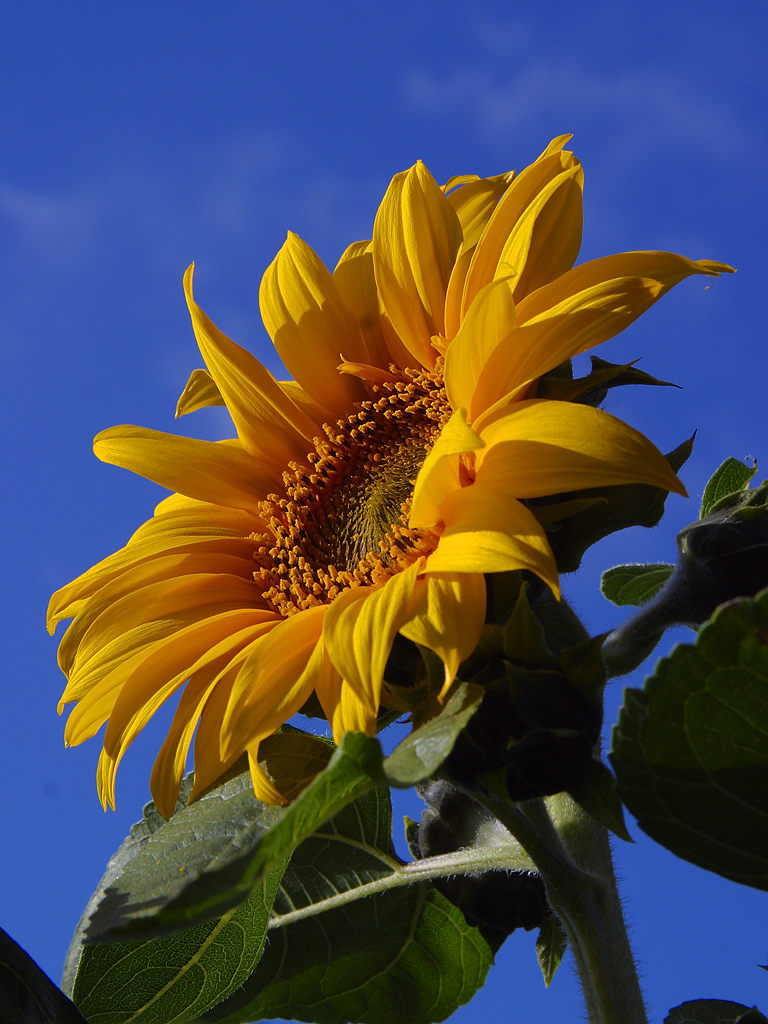
آفتابگردان گرده‌افشانی شده توسط زنبور عسل و پروانه

گل‌های گرده‌افشانی زنبور می‌توانند از نظر اندازه، شکل و رنگ بسیار متغیر باشند. آنها می‌توانند باز و کاسه‌ای شکل ("اکتیومورفیک"، متقارن شعاعی) یا پیچیده‌تر و متقارن آینه‌ای ("زیگومورفیک") باشند، همانطور که در مورد بسیاری از نخودها و گل انگشتانه وجود دارد. برخی از گل‌های زنبور به رنگ زرد یا آبی هستند که اغلب دارای رایحه و راهنمای شهد فرابنفش (Nectar guide) هستند. شهد، گرده یا هر دو به‌عنوان پاداش در مقادیر مختلف ارائه می‌شود. قند موجود در شهد متمایل به ساکارز است. چند زنبور از غدد مخصوص روی گل روغن جمع می‌کنند.

### گرده‌افشانی پروانه (psychophily)
گل‌های گرده‌افشانی پروانه معمولاً بزرگ بوده و خودنمایی می‌کنند، به رنگ صورتی یا اسطوخودوسی هستند، اغلب دارای محل فرود هستند و معمولاً معطر هستند. از آنجایی که پروانه‌ها گرده را هضم نمی‌کنند (به استثنای یک مورد)، شهد بیشتری نسبت به گرده عرضه می‌شود. گل‌ها دارای راهنماهای شهد ساده‌ای هستند که شهدها معمولاً در لوله‌های باریک یا خارها پنهان شده‌اند و زبان دراز پروانه‌ها به آنها می‌رسد.

### گرده‌افشانی شب‌پره (phalaenophily)

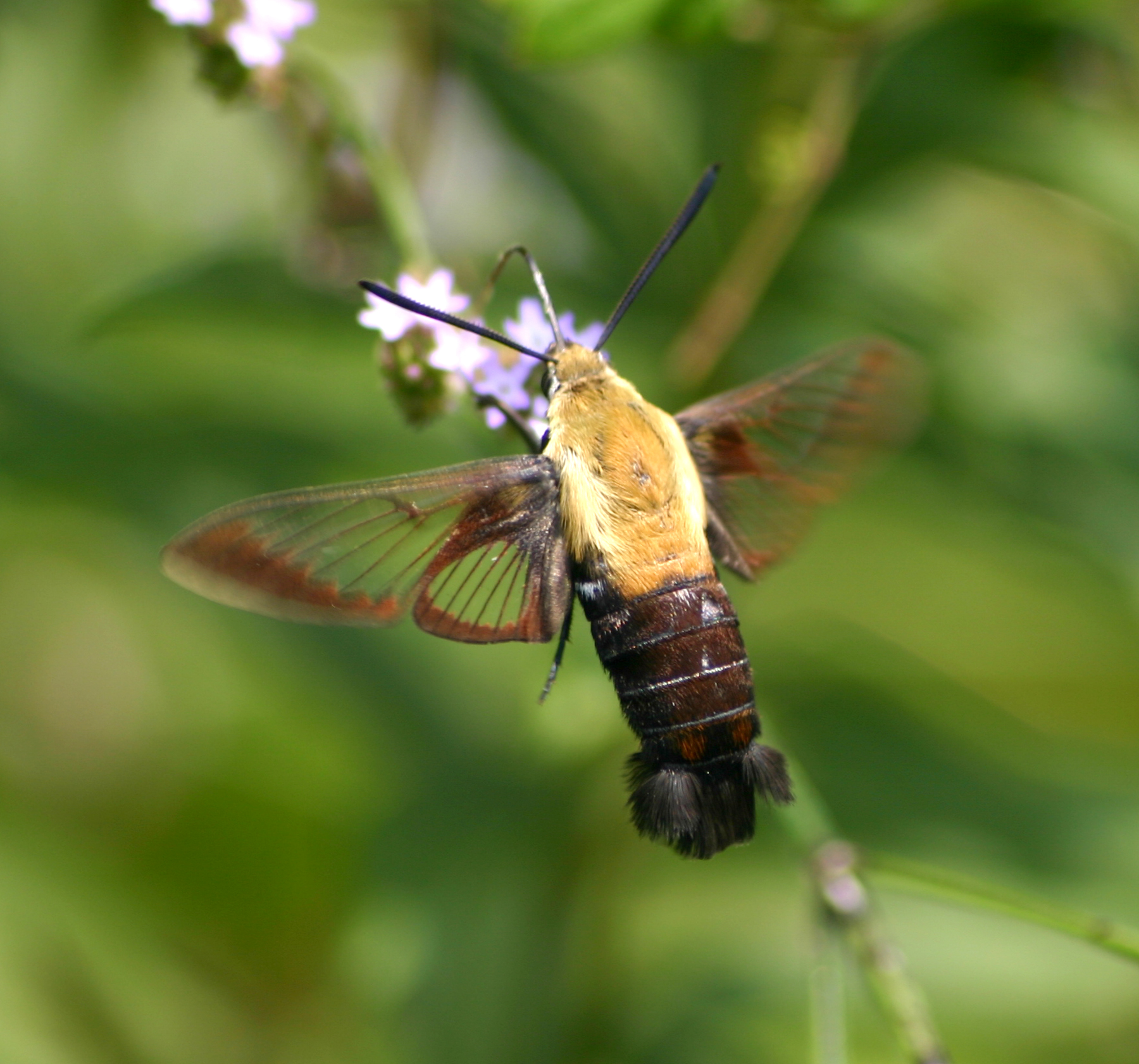
شب‌پره بازشاپرکان در حال پرواز بر روی شاه‌پسند برزیلی

از مهم‌ترین گرده‌افشان‌های شب‌پره می‌توان به بازشاپرکان اشاره کرد. رفتار آنها شبیه مرغ‌های مگس است: آنها در مقابل گل‌ها با ضربان سریع بال‌ها شناور می‌شوند. اکثر آنها شب‌گرد یا پگاه‌رو هستند. بنابراین گل‌های گرده‌افشانی شده با پروانه معمولاً سفید، شب‌باز، بزرگ و خودنما با گلبرگ لوله‌ای شکل و رایحه‌ای قوی و شیرین هستند که در عصر، شب یا صبح زود تولید می‌شود. شهد زیادی برای سوخت و ساز بالای سوخت و ساز مورد نیاز برای پرواز آنها تولید می‌شود. شب‌پره‌های دیگر (برای نمونه دوروزنه‌ای‌های پیرالویدا، زمین‌سنجان، شاپرکان جغدی) به آرامی پرواز می‌کنند و روی گل می‌نشینند. آنها به اندازه بازشاپرکان سریع پرواز به شهد نیاز ندارند و گل‌ها کوچک هستند (اگرچه ممکن است در سرها جمع شوند).

### گرده‌افشانی مگس (myophily و sapromyophily)

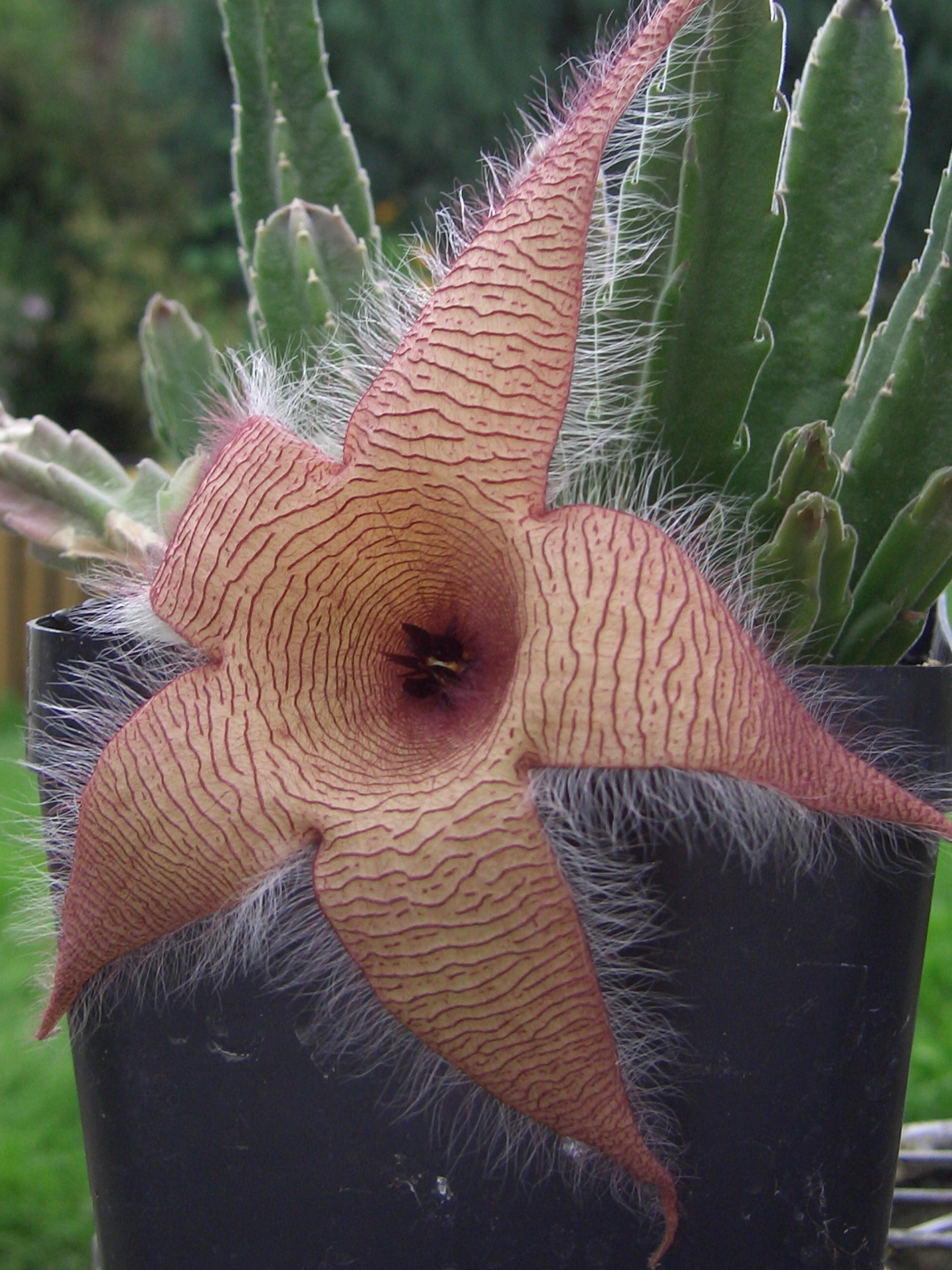
قورباغه‌ای غول‌آسا

گیاهان میوفیلوس تمایل به انتشار بوی قوی ندارند، معمولاً ارغوانی، بنفش، آبی و سفید هستند و دارای ظروف یا لوله‌های باز هستند. گیاهان ساپرومیوفیل سعی می‌کنند مگس‌هایی را که معمولاً حیوانات مرده یا مدفوع را بازدید می‌کنند، جذب کنند. گل‌ها بوی چنین اشیایی را تقلید می‌کنند. این گیاه هیچ پاداشی به آنها نمی‌دهد و آنها به سرعت می‌روند مگر اینکه تله‌هایی (Pollination trap) برای کاهش سرعت آنها داشته باشد. چنین گیاهانی به‌مراتب کمتر از گیاهان میوفیلوس هستند.

### گرده‌افشانی سوسک (cantharophily)
گل‌های گرده‌افشانی سوسک معمولاً درشت، سبز یا مایل به سفید و دارای عطر شدید هستند. عطرها ممکن است تند، میوه‌ای یا شبیه به مواد آلی در حال پوسیدگی باشند. بیشتر گل‌های گرده‌افشانی شده با سوسک صاف یا بشقابی هستند و گرده‌ها به‌راحتی قابل دسترسی هستند، اگرچه ممکن است شامل تله‌هایی برای نگه داشتن طولانی‌تر سوسک باشند. تخمدان‌های این گیاه معمولاً به خوبی از قسمت‌های دهان‌گزنده گرده‌افشان محافظت می‌شوند. تعدادی از گیاهان کانتروفیل گرمازا (Thermogenic plant) هستند و دارای گل‌هایی هستند که می‌توانند دمای آنها را افزایش دهند. تصور می‌شود که این گرما به پخش بیشتر رایحه کمک می‌کند، اما نور فروسرخ تولید شده توسط این گرما نیز ممکن است در شب تاریک برای حشرات قابل مشاهده باشد و به‌عنوان یک چراغ درخشان برای جذب آنها عمل کند.

### گرده‌افشانی پرندگان (ornithophily)
گل‌هایی که توسط شهد خواران متخصص گرده‌افشانی می‌شوند لوله‌های بزرگ قرمز یا نارنجی با مقدار زیادی شهد رقیق هستند که در طول روز ترشح می‌شوند. از آنجایی که پرندگان واکنش شدیدی به بو ندارند، تمایل به بی‌بو بودن دارند. گل‌هایی که توسط پرندگان عمومی گرده‌افشانی می‌شوند اغلب کوتاه‌تر و پهن‌تر هستند. مرغ مگس‌خوار اغلب با گل‌های آویزان همراه است، در حالی که رهگذران (پرندگان نشسته) به سکوی فرود نیاز دارند، بنابراین گل‌ها و سازه‌های اطراف اغلب قوی‌تر هستند. همچنین، بسیاری از گیاهان دارای بساک‌هایی در گل هستند به‌طوری که وقتی پرنده به دنبال شهد می‌رود، گرده‌ها را به سر و پشت پرنده می‌مالند.

### گرده‌افشانی خفاش (chiropterophily)

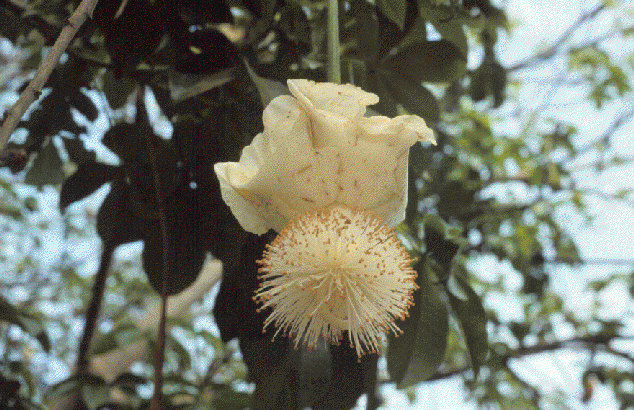
بائوباب آفریقایی، گرده‌افشانی شده با خفاش

تفاوت‌های عمده‌ای بین گرده‌افشانی خفاش در دنیای جدید برخلاف دنیای قدیم وجود دارد. در دنیای قدیم، خفاش‌های گرده‌افشان، خفاش‌های میوه‌خوار بزرگ از خانواده (خفاش میوه‌خوار) هستند که توانایی شناور شدن را ندارند و باید در گیاه بنشینند تا شهد را بنوشند. علاوه بر این، این خفاش‌ها توانایی انعکاس صدا را ندارند. گل‌های گرده‌افشانی خفاش در این قسمت از جهان معمولاً بزرگ و خودنمایی می‌کنند و به رنگ سفید یا روشن هستند، در شب باز می‌شوند و دارای بوی تند کپک‌زا هستند. آنها اغلب توپ‌های بزرگی از پرچم هستند.
در قاره آمریکا، خفاش‌های گرده‌افشان موجودات کوچکی به نام گلوسوفاژین (Glossophaginae) هستند که هم توانایی شناور شدن و هم پژواک‌یابی را دارند و زبان‌های بسیار بلندی دارند. گیاهان در این قسمت از جهان اغلب توسط خفاش‌ها و مرغ مگس‌خوار گرده‌افشانی می‌شوند و دارای گل‌های لوله‌ای بلند هستند. گل‌ها در این قسمت از جهان معمولاً از تنه یا سایر موانع دور هستند و برای مدت طولانی شهد می‌دهند. در یک مقاله، فون هلورسن و همکاران، حدس بزنید که شاید برخی از گل‌های زنگ‌شکل برای جذب خفاش‌ها در قاره آمریکا فرگشت یافته باشند، زیرا شکل زنگوله ممکن است پالس‌های سونار ساطع شده توسط خفاش‌ها را در یک الگوی قابل تشخیص منعکس کند. تعدادی از گونه‌های مارکگراویا (Marcgravia) از جزایر کارائیب برگ خاصی را درست بالای گل آذین ایجاد کرده‌اند تا خفاش‌ها را به خود جذب کنند. دمبرگ برگ پیچ‌خورده است تا برگ به سمت بالا بچسبد و شکل برگ مانند یک دیسک مقعر یا بازتابنده بشقاب است. برگ سیگنال‌های پژواک را از جهات مختلف منعکس می‌کند و خفاش‌های گرده‌افشان را به سمت گل‌ها هدایت می‌کند. لوبیا هوازی موکونا هالتونی (Mucuna holtonii) تاکتیک مشابهی را به کار می‌گیرد، اما در این گونه گلبرگ تخصصی است که به‌عنوان بازتابنده سونار عمل می‌کند. در دنیای جدید، گل‌های گرده‌افشانی خفاش اغلب دارای ترکیبات معطر گوگرد هستند.
گیاهان گرده‌افشانی خفاش گرده‌های بزرگتری نسبت به خویشاوندان خود دارند.

### گرده‌افشانی توسط پستانداران غیرپرنده (therophily)

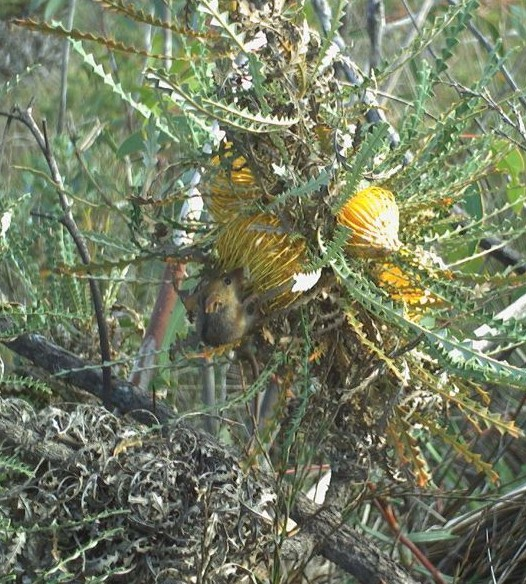
یک صاریغ شهدخوار که در طول روز از گل آذین بانکسیا تغذیه می‌کند.

ویژگی‌های نشانگان گرده‌افشانی مرتبط با گرده‌افشانی توسط پستاندارانی که خفاش نیستند عبارتند از: بوی مخمر، گل‌ها یا گل‌آذین‌های پنهان، خشک، زیربغل، ژئوفلورس که اغلب از دید پنهان می‌شوند. گلهای بزرگ و محکم، یا با هم به‌صورت گل‌آذین چند گل دسته‌بندی شده‌اند. گل‌های بدون گل یا گل‌آذین یا ساقه یا ساقه‌کوتاه و تنومند، گل‌های کاسه‌ای شکل یا گل‌آذین، شهد فراوان و غنی از ساکارز که معمولاً در طول شب تولید می‌شود. سبک‌های سخت و سفت، فاصله کافی بین کلاله و شهد برای تناسب با نوک حیوان گرده‌افشان و به‌طور بالقوه یک دوره گلدهی زمستان تا بهار است.
بسیاری از پستانداران غیر پرنده شب‌زی هستند و حس بویایی قوی دارند، بنابراین گیاهان رنگ‌های درخشانی ندارند، اما در عوض بوی قوی از خود دفع می‌کنند. این گیاهان همچنین تمایل به تولید مقادیر زیادی گرده دارند زیرا پستانداران بزرگتر از برخی گرده‌افشانان دیگر هستند و دقتی را ندارند که گرده‌افشان‌های کوچکتر می‌توانند داشته باشند.
صاریغ شهدخوار بومی غربی-استرالیایی (Tarsipes rostratus) یک گرده‌افشان پستاندار غیرمعمول غیرپرنده است، زیرا برای تغذیه منحصراً از گرده و شهد سازگار شده است. به علوفه‌خواری در طیف گسترده‌ای از گیاهان (به‌ویژه در خانواده‌های شکرپارگان و موردیان) از جمله بسیاری از آنها با گل‌های معمولی گرده‌افشانی پرنده مانند شیشه‌شور یک‌طرفه (Calothamnus quadrifidus) و بسیاری از گونه‌های بانکسیا معروف است.

## زیست‌شناسی
نشانگان گرده‌افشانی منعکس‌کننده فرگشت هم‌گرا به سمت اشکال (فنوتیپ) است که تعداد گونه‌های گرده‌افشان را که از گیاه بازدید می‌کنند محدود می‌کند. آنها تخصص عملکردی گیاه را با توجه به گرده‌افشانی افزایش می‌دهند، اگرچه این ممکن است بر تخصص بوم‌شناسی (یعنی تعداد گونه‌های گرده‌افشان در آن گروه عملکردی) تأثیری نداشته باشد. آنها پاسخ‌هایی به فشارهای انتخاب رایج هستند که توسط گرده‌افشان‌های مشترک یا بردارهای گرده غیرزیستی اعمال می‌شود که همبستگی بین صفات ایجاد می‌کند. به این معنا که اگر دو گونه گیاهی که از فاصله دور هستند هر دو توسط پروانه‌های شبانه گرده‌افشانی شوند، گل‌های آنها به شکلی همگرا می‌شوند که توسط پروانه‌ها تشخیص داده می‌شود (مانند رنگ کم‌رنگ، رایحه شیرین، شهد منتشر شده در پایه یک لوله بلند، گل‌دهی شبانه).

### مزایای تخصص
- کارایی گرده‌افشانی: پاداش‌هایی که به گرده‌افشان‌ها داده می‌شود (معمولاً شهد یا گرده یا هر دو، اما گاهی روغن،[۲۳] رایحه‌ها، رزین‌ها یا موم) ممکن است تولید آنها پرهزینه باشد. شهد می‌تواند ارزان باشد، اما گرده به‌طور کلی گران است زیرا دارای ترکیبات نیتروژن نسبتا بالایی است. گیاهان برای به‌دست آوردن حداکثر انتقال گرده با حداقل پاداش تحویل شده تکامل یافته‌اند. گرده‌افشان‌های مختلف به‌دلیل اندازه، شکل یا رفتارشان، کارایی متفاوتی در انتقال گرده دارند. و ویژگی‌های گل بر کارایی انتقال تأثیر می‌گذارد: گل‌های تاج‌الملوک به‌طور تجربی تغییر داده شده و به بازشاپرکان ارائه می‌شوند و جهت‌گیری، شکل و رنگ گل بر میزان بازدید یا حذف گرده تأثیر می‌گذارد.[۲۴][۲۵]
- پایداری گرده‌افشان (Flower constancy): برای انتقال مؤثر گرده، بهتر است که گرده‌افشان بر روی یک گونه گیاه تمرکز کند و گونه‌های دیگر را نادیده بگیرد. در غیر این صورت، گرده ممکن است بیهوده روی کلاله سایر گونه‌ها ریخته شود. حیوانات، البته، هدفشان گرده‌افشانی نیست، آنها هدفشان این است که تا آنجا که می‌توانند غذا جمع‌آوری کنند. با این حال، بسیاری از گونه‌های گرده‌افشان پایداری نشان می‌دهند و گل‌های موجود را برای تمرکز روی یک گونه گیاهی از خود دور می‌کنند. چرا حیوانات باید به جای رفتن به گل بعدی هر گونه روی یک گونه گیاهی تخصص داشته باشند؟ اگرچه ثبات گرده‌افشان توسط ارسطو به رسمیت شناخته شده بود، مزایای آن برای حیوانات هنوز به‌طور کامل درک نشده است.[۲۶] رایج‌ترین فرضیه این است که گرده‌افشان‌ها باید یاد بگیرند که با انواع خاصی از گل‌ها رفتار کنند و ظرفیت محدودی برای یادگیری انواع مختلف دارند. آنها فقط می‌توانند به‌طور مؤثر از یک نوع گل جوایز جمع‌آوری کنند.

این زنبورهای عسل به‌طور انتخابی از گل‌های تنها یک گونه برای مدتی بازدید می‌کنند، همان‌طور که از رنگ گرده در سبدهایشان می‌توان دید:

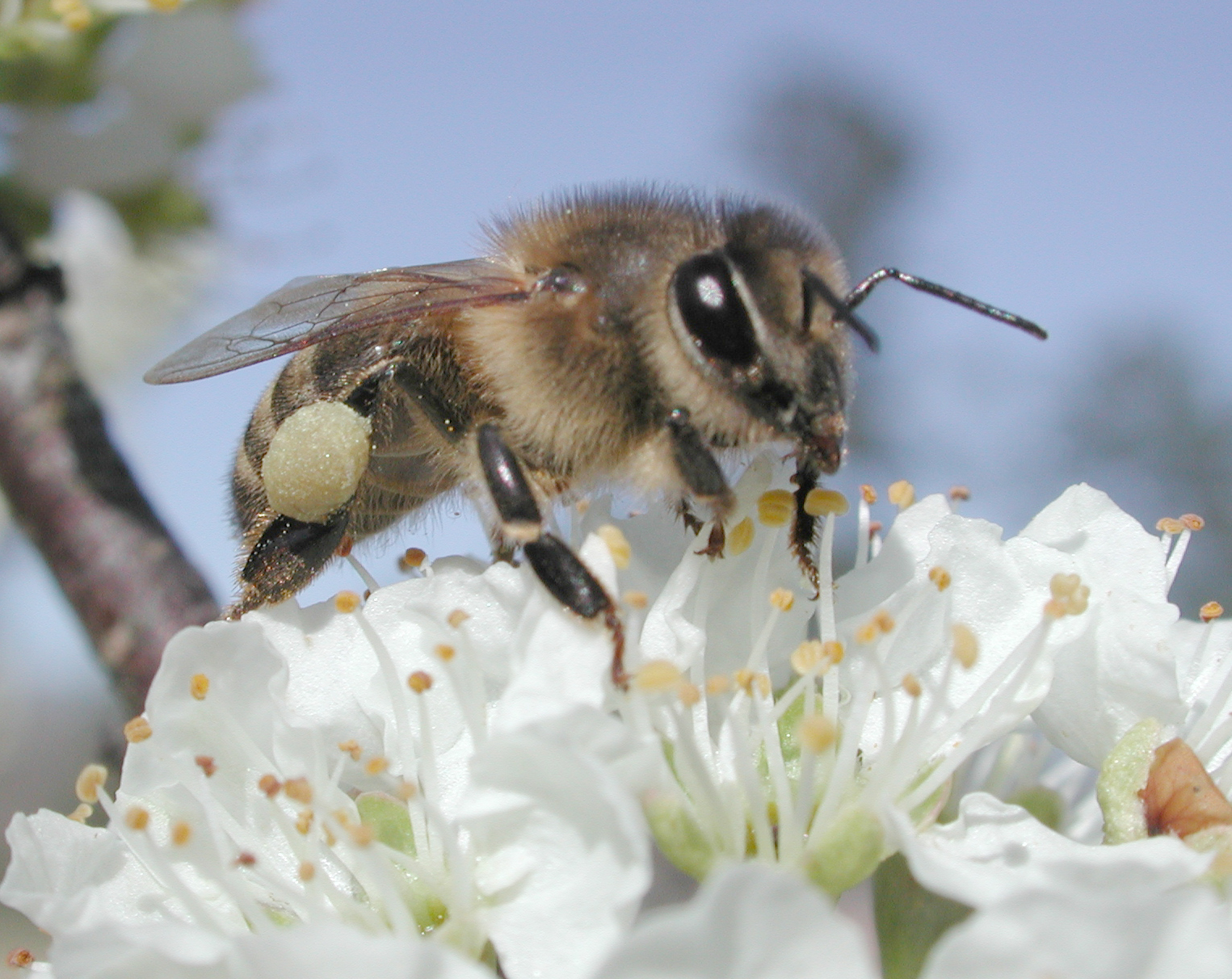
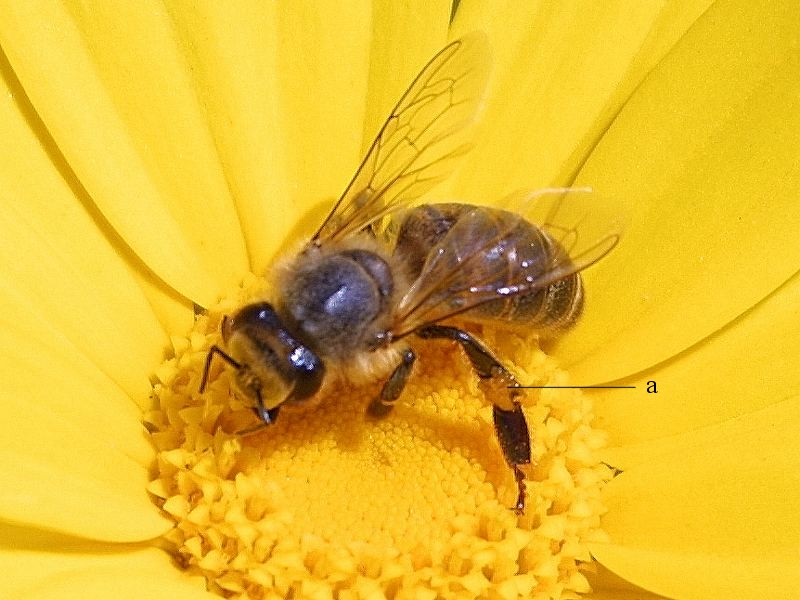
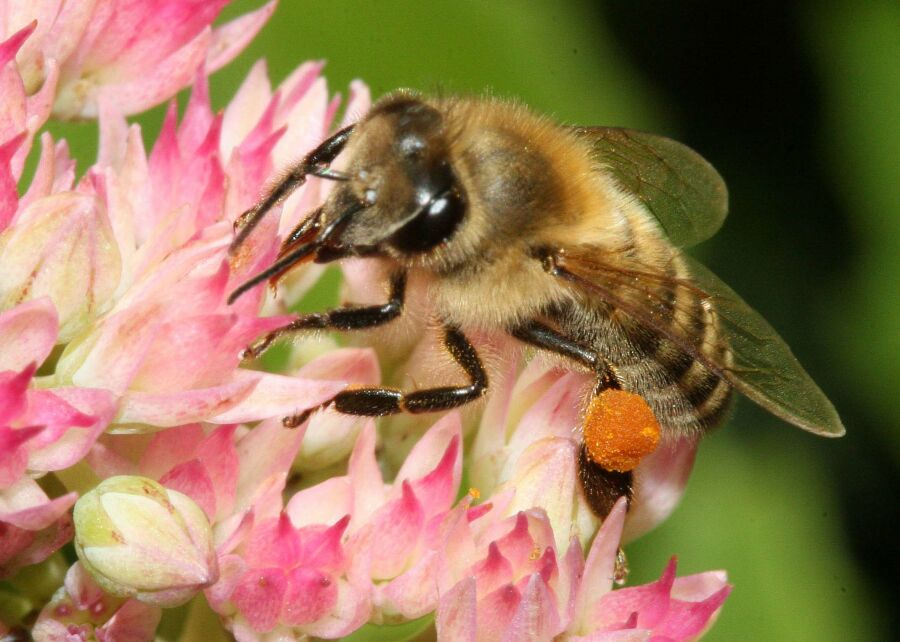

### مزایای تعمیم
گرده‌افشان‌ها مستقل از گیاهان‌شان در فراوانی و فعالیت در نوسان هستند و هر گونه ممکن است در یک سال خاص نتواند یک گیاه را گرده‌افشانی کند. بنابراین یک گیاه ممکن است در صورت جذب چندین گونه یا نوع گرده‌افشان از مزیت برخوردار باشد و انتقال گرده را هر ساله تضمین کند. بسیاری از گونه‌های گیاهان در صورتی که با خود ناسازگار نباشند، امکان گرده‌افشانی پشتیبان را دارند.

### انتقاد از نشانگان‌ها
در حالی که واضح است که نشانگان‌های گرده‌افشانی را می‌توان در طبیعت مشاهده کرد، بحث‌های زیادی در میان دانشمندان در مورد میزان فراوانی آنها و اینکه تا چه حد می‌توانیم از نشانگان‌های کلاسیک برای طبقه‌بندی فعل و انفعالات گیاه و گرده‌افشان استفاده کنیم، وجود داشته است.  اگرچه برخی از گونه‌های گیاهان تنها توسط یک نوع حیوان بازدید می‌شوند (یعنی از نظر عملکردی تخصصی هستند)، بسیاری از گونه‌های گیاهی توسط گرده‌افشان‌های بسیار متفاوت بازدید می‌شوند. برای نمونه، یک گل ممکن است توسط زنبورها، پروانه‌ها و پرندگان گرده‌افشانی شود. تخصص دقیق گیاهان متکی بر یک گونه گرده‌افشان نسبتاً نادر است، احتمالاً به این دلیل که می‌‌تواند منجر به موفقیت تولیدمثلی متغیر در طول سال‌ها شود زیرا جمعیت گرده‌افشان‌ها به‌طور قابل توجهی متفاوت است. در چنین مواردی، گیاهان باید روی طیف وسیعی از گرده‌افشان‌ها تعمیم دهند و چنین تعمیم بوم‌شناختی اغلب در طبیعت یافت می‌شود. مطالعه‌ای در تاسمانی نشان داد که این نشانگان‌ها گرده‌افشان‌ها را به خوبی پیش‌بینی نمی‌کنند.
این بحث منجر به یک ارزیابی مجدد انتقادی از نشانگان‌ها شده است که نشان می‌دهد به‌طور متوسط حدود یک سوم گیاهان گل‌دار را می‌توان در نشانگان‌های کلاسیک طبقه‌بندی کرد. این نشان‌دهنده این واقعیت است که طبیعت بسیار کمتر از آنچه زیست‌شناسان قرن نوزدهم در ابتدا تصور می‌کردند قابل پیش‌بینی و ساده است. نشانگان‌های گرده‌افشانی را می‌توان به‌عنوان افراطی از یک زنجیره تخصصی یا تعمیم بیشتر یا کمتر بر روی گروه‌های عملکردی خاصی از گرده‌افشان که فشارهای انتخابی مشابهی اعمال می‌کنند در نظر گرفت و فرکانس مطابقت گل‌ها با انتظارات نشانگان‌های گرده‌افشانی نسبتاً نادر است. علاوه بر این، انواع جدیدی از فعل و انفعالات گیاه و گرده‌افشان، شامل حیوانات گرده‌افشان "غیرمعمول" به‌طور مرتب کشف می‌شوند، مانند گرده‌افشانی تخصصی توسط زنبورهای شکار عنکبوت (زنبورهای تارتنک‌گیر) و چغاله‌های میوه (گل‌خراش‌ها) در علف‌زارهای شرقی آفریقای جنوبی. این گیاهان در نشانگان‌های کلاسیک قرار نمی‌گیرند، اگرچه ممکن است به تنهایی شواهدی از فرگشت همگرا را نشان دهند.
تجزیه و تحلیل صفات گل و بازدید از ۴۹ گونه در جنس گیاهی پنستمن نشان داد که جدا کردن گونه‌های گرده‌افشانی پرنده و زنبور عسل به‌خوبی امکان‌پذیر است، اما تنها با استفاده از ویژگی‌های گل که در گزارش‌های کلاسیک نشانگان‌ها در نظر گرفته نشده است، مانند جزئیات باز شدن بساک. اگرچه یک بررسی اخیر به این نتیجه رسید که «شواهد زیادی وجود دارد که گروه‌های عاملی فشارهای انتخاب متفاوتی را بر صفات گل اعمال می‌کنند»، پیچیدگی و ظرافت محض فعل و انفعالات گیاه و گرده‌افشان (و شناخت رو به رشد موجودات غیرگرده‌افشان مانند شکارچیان بذر می‌تواند بر فرگشت صفات گل تأثیر بگذارد) به این معنی است که این بحث احتمالاً برای مدتی ادامه خواهد داشت.